# Franz Xaver von Axster
Franz Xaver Edler von Axster, avstrijski general, * 1791, † 10. julij 1889.

## Pregled vojaške kariere
Napredovanja
- generalmajor: 6. september 1849